# Schloss Herrnau

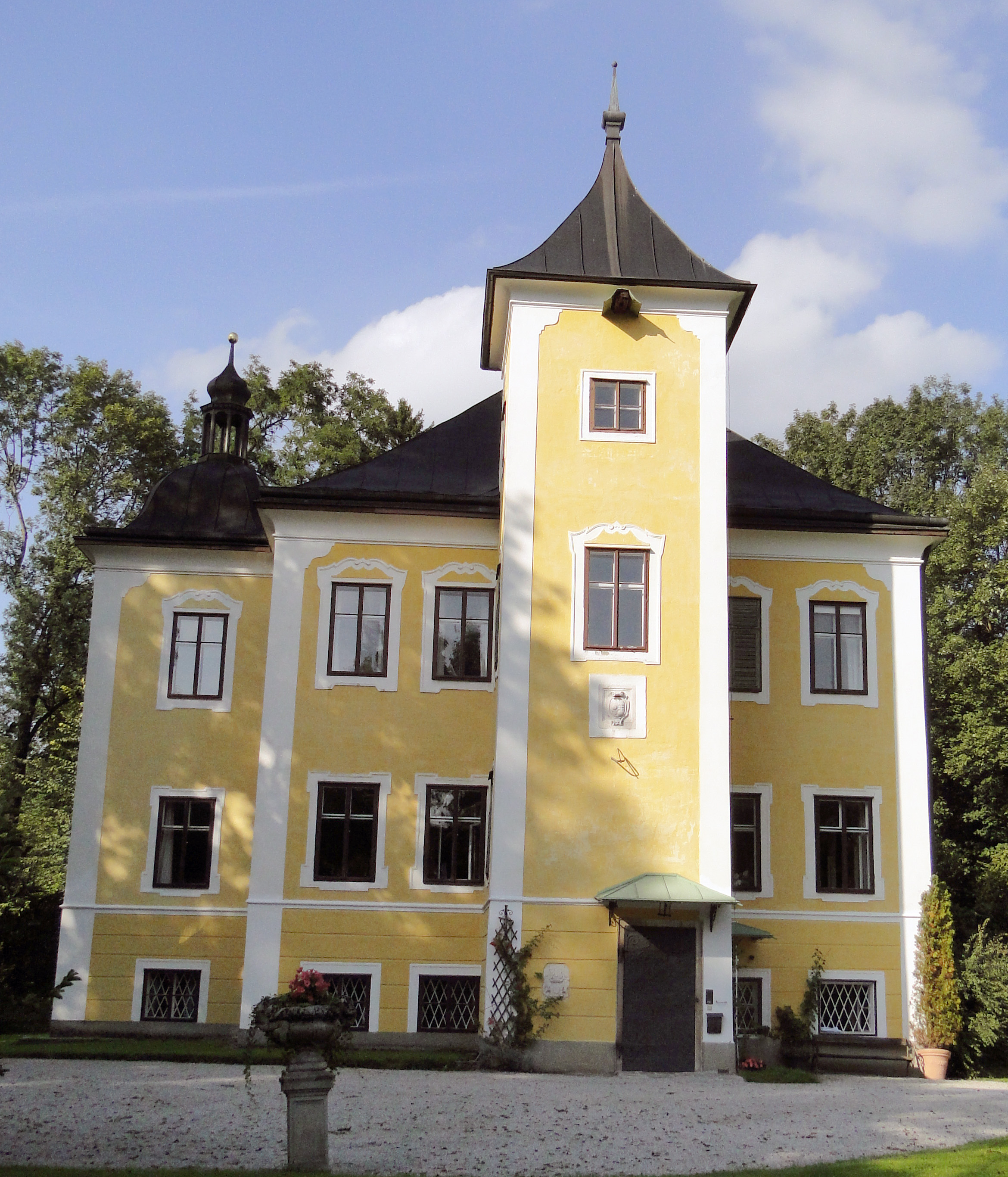
Schloss Herrnau

Das Schloss Herrnau liegt nächst der Hellbrunner Allee im Süden der Stadt Salzburg.

## Geschichte
Der Name Herrnau leitet sich vom Begriff der Au der adeligen Herren ab und bezeichnet ursprünglich einen Teil des mächtigen Auwaldsaumes zwischen Hellbrunner Allee und Salzach. Das Wort 1574 scheint erstmals als „die Herrnau“ auf. 1631 erbaute der ehemalige Kammerdiener Philip Vermeulen den Herrenhof Herrnau (heute Eschenbachgasse 21). Dabei wird das Schloss als Ritterlehen bezeichnet. 1685 wurde der Kammerdiener Johann Jakob Perger Eigentümer, der sich nach der Erhebung in den Reichsadelsstand durch Kaiser Leopold I „von Pergrain“ nannte. 1741–1744 wurde das Schloss durch den Hofkanzler Hieronymus Nikolaus Anton Christani von Rall (der sich italianisiert gerne Christani di Rallo nannte) in seine heutige Gestalt gebracht. Der Angehörige aus dem welschtirolerischen Adelsgeschlecht Christani von Rall war als Hofkanzler von Fürsterzbischof Leopold Anton von Firmian dogmatischer Drahtzieher und Vollstrecker der Protestantenvertreibung 1731/32 und erlangte europaweit eine wenig rühmliche Bekanntheit. Nach ihm  wurde der Bau auch als Christianihof bezeichnet; sein Wappen befindet sich oberhalb der Eingangstür. Später war die gräflichen Familie von Quabeck Eigentümer des Hofes. 1805 besaß Kurfürst Ferdinand von Toskana das Schloss, ab 1846 das Geschlecht der Grafen Kuenburg. Heute steht es im Besitz der Familie Clary-Aldringen.

## Beschreibung

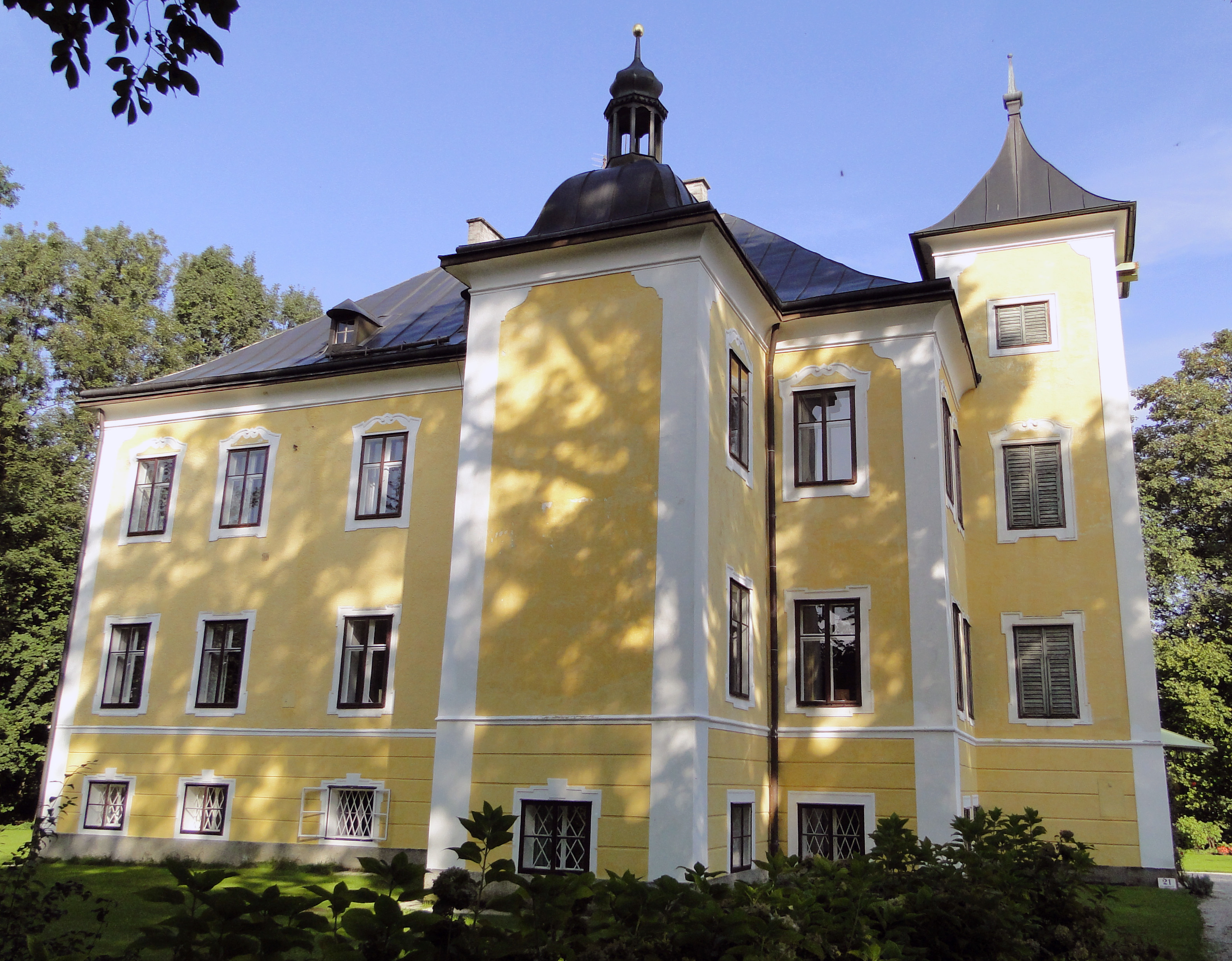
Schloss Herrnau

Das Schloss, am heute trockengefallenen Eschenbach gelegen, der im Hellbrunner Schlosspark entsprang, ist auf das Ostportal des Schlosses Hellbrunn ausgerichtet. Es ist ein typisches Salzburger Landschloss mit drei hohen Geschoßen, noch erhöht durch ein hohes Walmdach. Der Treppenturm im Süden ist an das Gebäude angebaut und besitzt das marmorne Wappen von Christani von Rall, über dem das Wappen der Grafen Kuenburg angebracht ist. Das Schloss, von einem Park umgeben, ist für die Öffentlichkeit nicht zugänglich.